# BBC One
BBC One — головний телеканал британської телерадіокомпанії BBC, який почав своє мовлення 2 листопада 1936 під назвою BBC Television Service. Телеканал має річний бюджет 1,2 мільярда фунтів стерлінгів. Як і в інших теле-і радіоканалах BBC, фінансування проходить за рахунок абонентської плати, тому цілодобова трансляція не переривається на рекламні блоки.
У 1960 році він був перейменований на BBC TV і використовував цю назву до запуску другого каналу BBC, BBC2, у 1964 році. Після цього головний канал став називатися BBC1. Нинішнє написання BBC One канал прийняв у 1997 році.
BBC One є найпопулярнішим телеканалом, який дивляться понад 20 % всіх телеглядачів Великої Британії. У 2007 році йому була вручена премія Broadcast Awards в категорії «найкращий телеканал року».
Річний бюджет каналу на 2012-2013 рр. становив 1,14 млрд фунтів стерлінгів . Він фінансується за рахунок ліцензійних платежів разом з іншими вітчизняними телеканалами Бі-Бі-Сі і показує безперервні програми без комерційної реклами. Станом на 2019 рік телеканал мав найвищу частку охоплення серед усіх мовників Великої Британії , випередивши свого традиційного конкурента за лідерство в рейтингах ITV.  У 2013 році велике глобальне дослідження BBC, проведене соціологічною організацією Populus, визнало BBC One найякіснішим телеканалом у світі, а BBC Two посів третє місце.